# Horrues
Horrues är en ort i Belgien. Den ligger i provinsen Hainaut och regionen Vallonien, i den centrala delen av landet, 30 km sydväst om huvudstaden Bryssel. Horrues ligger 69 meter över havet och antalet invånare är 2 285.
Terrängen runt Horrues är platt. Runt Horrues är det ganska tätbefolkat, med 222 invånare per kvadratkilometer.. Närmaste större samhälle är Mons, 18,3 km söder om Horrues. 
Trakten runt Horrues består till största delen av jordbruksmark.